# Glaucosaurus
Glaucosaurus es un género extinto de pelicosaurios sinápsidos, perteneciente a la familia Edaphosauridae, que vivió en el Pérmico inferior en lo que ahora es Norteamérica.